# Rüti bei Riggisberg
Rüti bei Riggisberg foi uma comuna da Suíça, no Cantão Berna, com cerca de 418 habitantes. Estendia-se por uma área de 22,16 km², de densidade populacional de 19 hab/km². Confinava com as seguintes comunas: Blumenstein, Burgistein, Riggisberg, Rüeggisberg, Rüschegg, Wattenwil.
A língua oficial nesta comuna era o Alemão.

## História
Em 1 de janeiro de 2009, passou a formar parte da comuna de Riggisberg.